# Jeon Mi-seon
Jeon Mi-seon (전미선?, 全美善?, Jeon Mi-seonLR, Chŏn Mi-sŏnMR; Jeonju, 7 dicembre 1970 – Jeonju, 29 giugno 2019) è stata un'attrice sudcoreana.

## Biografia
La polizia ha trovato il cadavere dell'attrice in una delle camere di un hotel di Jeonju, morta per un apparente suicidio.

## Filmografia

### Cinema
- Geurae gaggeum haneuleul boja (그래 가끔 하늘을 보자), regia di Kim Sung-hong (1990)
- Theresaui yeonin (테레사의 연인), regia di Park Chul-soo (1991)
- Bisangguga eobtda (비상구가 없다), regia di Kim Young-bin (1993)
- Uri shidaeui sarang (1994)
- Jeolmeun namja (젊은 남자), regia di Bae Chang-ho (1994)
- Palwor-ui Christmas (8월의 크리스마스), regia di Hur Jin-ho (1998)
- Bungee Jumping hada (번지점프를 하다), regia di Kim Dae-seung (2001)
- Memories of Murder (살인의 추억, Salinui chueok), regia di Bong Joon-ho (2003)
- Nadooya Kanda (나두야 간다), regia di Jung Yeon-won (2004)
- Yeonae (연애), regia di Oh Seok-geun (2005)
- Jal Salabose (잘 살아보세), regia di Ahn Jin-woo (2006)
- Babo (바보), regia di Kim Jeong-kwon (2008)
- Kondo no Nichiyoubi ni (今度の日曜日に), regia di Satoki Kenmochi (2009)
- Madre (마더, Madeo), regia di Bong Joon-ho (2009)
- Jiphaengja (집행자), regia di Choi Jin-ho (2009)
- Wedding Dress (웨딩 드레스), regia di Kwon Hyeong-jin (2010)
- Soosanghan Yiutdeul (수상한 이웃들), regia di Yang Young-chul (2010)
- Bada Wiui Piano (바다 위의 피아노), regia di Song Dong-yoon (2011)
- Soombakkokjil (숨바꼭질), regia di Huh Jung (2013)
- Widaehan sowon (위대한 소원), regia di Nam Dae-joong (2016)

### Televisione
- Taejo Wang Geon (태조 왕건) – serie TV (2000-2002)
- Ya-in sidae (야인시대) - serie TV (2002-2003)
- Screen (스크린) - serie TV (2003)
- Hwang Jin-yi (황진이) - serie TV (2006)
- Eden-ui dongjjok (에덴의 동쪽) - serie TV (2008-2009)
- Geujeo bara bodaga (그저 바라 보다가) - serie TV (2009)
- Jeppang-wang Kim Tak-gu (제빵왕 김탁구) - serie TV (2010)
- Royal Family (로열 패밀리) - serie TV (2011)
- Ojakgyo hyungjaedeul (오작교 형제들) - serie TV (2011-2012)
- Sonyeo K (소녀 K) – miniserie TV (2011)
- Poseidon (포세이돈) - serie TV (2011)
- Haereul pum-eun dal (해를 품은 달) - serie TV (2012)
- Cheonbeonjjae namja (천번째 남자) - serie TV (2012)
- Daseot songarak (다섯손가락) - serie TV (2012)
- Ilmar-ui sunjeong (일말의 순정) – serie TV (2013)
- Yeor-ae (열애) - serie TV (2013-2014)
- Taeyang-eun gadeukhi (태양은 가득히) - serie TV (2014)
- Hanyeodeul (하녀들) - serie TV (2014-2015)
- Who Are You: Hakgyo 2015 (후아유 - 학교 2015) - serie TV (2015)
- Dor-a-on Hwanggeumbok (돌아온 황금복) - serie TV (2015)
- Eungdaphara 1988 (응답하라 1988) – serie TV (2015-2016)
- Yungnyong-i nareusya (육룡이 나르샤) – serie TV (2015-2016)
- Byeolnan gajok (별난가족) - serie TV (2016)
- Manyeobogam (마녀보감) - serie TV (2016)
- Gureumi geurin dalbit (구르미 그린 달빛) - serie TV (2016)
- Chicago tajagi (시카고 타자기) - serie TV (2017)
- Pasukkun (파수꾼) - serie TV (2017)
- Andante (안단테) - serie TV (2017)

## Riconoscimenti
| Anno | Premio                                  | Categoria                                                           | Opera                   | Risultato       |
| ---- | --------------------------------------- | ------------------------------------------------------------------- | ----------------------- | --------------- |
| 2006 | KBS Drama Awards                        | Miglior attrice non protagonista                                    | Hwang Jin-yi            | Vincitore/trice |
| 2009 | KBS Drama Awards                        | Miglior attrice non protagonista                                    | Geujeo bara bodaga      | Candidato/a     |
| 2010 | KBS Drama Awards                        | Miglior attrice non protagonista                                    | Jeppang-wang Kim Tak-gu | Candidato/a     |
| 2012 | Korea Drama Awards                      | Premio per l'eccellenza – Attrice                                   | Haereul pum-eun dal     | Candidato/a     |
| 2012 | K-Drama Star Awards                     | Premio per la recitazione – Attrice                                 | Haereul pum-eun dal     | Candidato/a     |
| 2012 | MBC Drama Awards                        | Golden Acting Award – Attrice                                       | Haereul pum-eun dal     | Candidato/a     |
| 2012 | SBS Drama Awards                        | Premio per l'eccellenza Attrice in una serie settimanale/quotidiana | Five Fingers            | Candidato/a     |
| 2013 | Blue Dragon Film Awards                 | Miglior attrice non protagonista                                    | Sumbakkokjil            | Candidato/a     |
| 2013 | Korean Culture and Entertainment Awards | Premio per l'eccellenza – Attrice in un film                        | Sumbakkokjil            | Vincitore/trice |